# Fédération de Bosnie-Herzégovine de handball
 (juillet 2024).
Si vous disposez d'ouvrages ou d'articles de référence ou si vous connaissez des sites web de qualité traitant du thème abordé ici, merci de compléter l'article en donnant les références utiles à sa vérifiabilité et en les liant à la section « Notes et références ».
La Fédération de handball de Bosnie-Herzégovine, est l'organisation responsable du handball en Bosnie-Herzégovine. La fédération gère les sélections nationales de Bosnie-Herzégovine et organise les compétitions officielles en Bosnie-Herzégovine.
La fédération a été fondée en 1948 en tant que partie de la Fédération yougoslave de handball. Après que l'indépendance de la Bosnie-Herzégovine ait proclamée le 15 octobre 1991, elle devient autonome en 1992 mais en conséquence de la guerre qui y sévit, elle n'est affiliée à la Fédération européenne (EHF) qu'en 1995 et à la Fédération internationale (IHF) qu'en 1996.
La fédération s'occupe notamment de : 
- Équipes nationales
  - Équipe de Bosnie-Herzégovine masculine de handball
  - Équipe de Bosnie-Herzégovine féminine de handball
- Compétitions
  - Championnat de Bosnie-Herzégovine masculin de handball
  - Championnat de Bosnie-Herzégovine féminin de handball
  - Coupe de Bosnie-Herzégovine masculine de handball
  - Coupe de Bosnie-Herzégovine féminine de handball